# Jehuda Sza’ari
Jehuda Sza’ari (hebr.: יהודה שערי, ang.: Yehuda Shaari, ur. 8 lutego 1920 w Serecie, zm. 18 września 1997) – izraelski działacz społeczny, prawnik, politolog, autor książek i polityk, w latach 1966–1969 wiceminister rozwoju, w latach 1969–1974 wicemnister turystyki, w latach 1961–1977 poseł do Knesetu.

## Życiorys
Urodził się 8 lutego 1920 w Serecie w Królestwie Rumunii. Ukończył szkołę średnią, był aktywistą młodzieżowego ruchu syjonistycznego, w latach 1937–1941 jednym z jego przywódców w Rumunii, zasiadał również we władzach Rumuńskiej Organizacji Syjonistycznej.
W 1941 udało mu się wyemigrować do stanowiącej brytyjski mandat Palestyny. W latach 1941–1942 był członkiem kibucu Niccanim. Był założycielem grupy pionierskiej Ha-Ma’awak, którą w latach 1942–1944 trenował w kibucach Gewa i Aszdot Ja’akow.
W 1944 był jednym z założycieli moszawu Allone Abba. Po wojnie, w latach 1945–1947 był emisariuszem Agencji Żydowskiej w Rumunii, a w latach 1947–1948 emisariuszem ruchu Młodej Aliji w Europie Zachodniej. Ukończył Szkołę Prawa i Ekonomii w Tel Awiwie oraz politologię na Uniwersytecie Telawiwskim.
Pracował jako prawnik. Był aktywistą Histadrutu, w latach 1951–1961, członkiem jego komitetu organizacyjnego, a w latach 1957–1961 kierownikiem działów prawnego oraz emerytalnego tej największej izraelskiej organizacji związkowej. Był także przewodniczącym ruchu kibucowego Ha-Owed ha-cijjoni (Robotnik Syjonistyczny).
W polityce związał się z Partią Progresywną, w której z czasem został członkiem kierownictwa centralnego. Po zjednoczeniu z Ogólnymi Syjonistami znalazł się we władzach nowo powstałej Partii Liberalnej. Z listy tego ugrupowania został po raz pierwszy wybrany posłem w wyborach w 1961. W piątym Knesecie zasiadał w komisjach spraw gospodarczych oraz pracy.
16 marca 1965 znalazł się w grupie byłych działaczy Partii Progresywnej (Pinchas Rosen, Mosze Kol, Jizhar Harari, Jicchak Golan, Rachel Kohen-Kagan, Beno Kohen), którzy – w sprzeciwie przeciwko planowanemu połączeniu Liberałów z Herutem i stworzeniu Gahalu – opuścili Partię Liberalną tworząc nowe ugrupowanie – Niezależnych Liberałów. Sza’ari znalazł się w ścisłym kierownictwie, a w latach 1965–1974 był przewodniczącym komitetu gospodarczego partii. Z listy nowego ugrupowania uzyskał reelekcję w listopadowych wyborach, a w Knesecie VI kadencji zasiadał w komisjach służby publicznej oraz pracy. 17 stycznia 1966 wszedł w skład powołanego pięć dni wcześniej trzeciego rządu Lewiego Eszkola jako wiceminister rozwoju w resorcie kierowanym przez jego partyjnego kolegę – Moszego Kola. Pozostał na stanowisku również po zmianie premiera (17 marca 1969) i powołaniu rządu Goldy Meir. Funkcję pełnił do końca jego kadencji – 15 grudnia 1969.
Wcześniej – w październikowych wyborach ponownie uzyskał mandat poselski, a w siódmym Knesecie był członkiem komisji pracy oraz edukacji i kultury. 22 grudnia został powołany na stanowisko wiceministra turystyki w drugim rządzie Goldy Meir, znów jako zastępca Moszego Kola. Na stanowisku pozostał aż do odwołania rządu 10 marca 1974. W latach 1971–1979 zasiadał w radzie dyrektorów państwowego przedsiębiorstwa turystycznego.
W przeprowadzonych 31 grudnia 1973 wyborach kolejny raz został wybrany posłem. W Knesecie ósmej kadencji został przewodniczącym frakcji Niezależnych Liberałów oraz członkiem komisji finansów; budownictwa; spraw wewnętrznych i środowiska; spraw gospodarczych oraz spraw zagranicznych i obrony. W 1977 został przewodniczącym Niezależnych Liberałów. W maju 1977 utracił miejsce w parlamencie.
Zasiadał we władzach koncernu elektrycznego Israel Electric Corporation. Był autorem wielu książek i artykułów na tematy polityczne i społeczne.
Zmarł 18 września 1997. Został pochowany na cmentarzu Jarkon.